# Сальто (округ)
Округ Са́льто (ісп. Salto) — адміністративно-територіальна одиниця 2-ого рівня у провінції Буенос-Айрес в центральній Аргентині. Адміністративний центр округу — Сальто (ісп. Salto).
Населення округу становить 32653 особи (2010). Площа — 1630 кв. км.

## Історія
Округ заснований у 1816 році.

## Населення
У 2010 році населення становило 32653 особи. З них чоловіків — 15969, жінок — 16684.

## Політика
Округ належить до 2-ого виборчого сектору провінції Буенос-Айрес.